# Vietato ai minori di 18 anni?
Vietato ai minori di 18 anni? è un album dei Jumbo, pubblicato dalla Philips Records nel 1973.

## Tracce
Brani composti da Alvaro Fella, eccetto dove indicato.
Lato A
1. Specchio – 7:22
2. Come vorrei essere uguale a te – 7:45
3. Il ritorno del signor K – 1:55
4. Via larga – 4:58

Durata totale: 22:00
Lato B
1. Gil – 7:12
2. Vangelo? – 5:39
3. 40 gradi – 6:41
4. No! – 2:18 (Andrea Lo Vecchio, Alvaro Fella)

Durata totale: 21:50

## Musicisti
- Alvaro Fella - voce, chitarra acustica, pianoforte elettrico, organo, sassofono
- Sergio Conte - tastiere
- Dario Guidotti - chitarra acustica, flauti, armonica, sistro, voce
- Daniele Bianchini - chitarra elettrica, chitarra acustica
- Aldo Gargano - basso, mellotron, campane, sistro
- Tullio Granatello - batteria, timpani

Ospiti
- Franco Battiato - sintetizzatore VCS 3 (brano: Gil)
- Lino Capra Vaccina - tabla, percussioni (brano: Gil)
- Angelo Vaggi - mini moog (brano: Gil)
- Fat's Gallo - chitarra slide (brano: Gil)

Note aggiuntive
- Edizioni Alfiere - produzione
- Silvio Crippa - realizzazione
- Pino Ciancioso - tecnico del suono, mixaggio
- Jumbo - mixaggio
- Silvio Crippa - mixaggio
- Paolo Gennai - assistente musicale[2]